# 33958 Zaferiou
33958 Zaferiou è un asteroide della fascia principale. Scoperto nel 2000, presenta un'orbita caratterizzata da un semiasse maggiore pari a 2,2803758 au e da un'eccentricità di 0,1939273, inclinata di 6,49101° rispetto all'eclittica.